# Трабекулоэктомия
 Трабекулэктомия  — хирургическая процедура, используемая при лечении глаукомы, чтобы снизить внутриглазное давление путём удаления части трабекулярной сети и смежных структур глаза. Эта наиболее распространённая операция при глаукоме открывает дренаж водянистой влаги из глаза под конъюнктиву, где она поглощается. Данная амбулаторная процедура обычно выполняется под регулируемой ретробульбарной анестезией или проводниковой анестезией либо комбинацией местной и субтеноновой анестезии (Тенонова капсула). Из-за высоких рисков, связанных с бульбарной блокадой, местное обезболивание с мягкой седацией становится всё более распространённым. Общая анестезия редко будет использоваться, лишь у пациентов, неспособных сотрудничать во время операции.

## Процедура
Первоначально карман создается в конъюнктиве и Теноновой капсуле и раны обрабатывают в течение времени от нескольких секунд до нескольких минут пропитанной губкой митомицином С (MMC, 0,5—0,2 мг/мл) или 5-фторурацилом (5-ФУ, 50 мг/мл). Эти химиотерапевтическая помощь предотвращает отказ фильтрующего пузырька из-за рубцов путём ингибирования пролиферации фибробластов. В качестве альтернативы, нехимиотерапевтические адъюванты могут быть использованы, чтобы предотвратить образование суперрубцов по границе модуляции раны, такие как имплантированные коллагеновые матрицы или биоразлагаемые спейсеры. Некоторые хирурги предпочитают прорезать конъюнктивальный лоскут основанием к своду в то время как другие — основанием к лимбу на стыке склеры с роговицей, что может позволить более лёгкий доступ к глазу. Затем делается в склере клапан с основанием в роговичносклеральном переходе, после тщательного прижигания области клапана, создаётся окно под клапаном с помощью пуансона Келли, чтобы удалить часть склеры, канала Шлемма и трабекулярной сети, чтобы войти в переднюю камеру. Из-за выхода жидкости радужная оболочка частично выпадает из-за склеростомии и поэтому, как правило, вынуждает выполнить иссечение под названием иридоэктомия. Эта иридоэктомия предотвратит будущие закупорки отверстия в склере. Клапан склеры затем свободно пришивается на место несколькими швами. Конъюнктива закрывается водонепроницаемом образом в конце процедуры.

## Механизм
Внутриглазное давление может быть снижено возобновлением дренажа внутриглазной жидкости внутри глаза следующими путями:
- фильтрование через склеростому вокруг периферии склерального клапана в фильтрующий пузырёк, который образуется под конъюнктивой;
- фильтрации через выпускное отверстие канала в склеральном клапане под конъюнктиву;
- фильтрование через соединительную ткань склерального клапана, под конъюнктиву и в срезанные концы канала Шлемма;
- водного потока в срезанных концах шлеммова канала в коллектор каналов и эписклеральных вен;
- в циклодиализную щель между цилиарным телом и склерой, если ткань рассечена сзади от склеральных шпор.

## Послеоперационный уход
Приём глаукомных медикаментов, как правило, прекращается по улучшению потока водянистой влаги в пузырьке. Актуальные лекарства обычно состоят из капель антибиотиков четыре раза в день и противовоспалительной терапии, например, капли преднизолона каждые два часа. Глаз закрывают повязкой, пока действует анестезия (что также обезболивает зрительный нерв) и зрение возобновляется.
Пациенты инструктируются о немедленном вызове в случае болей, которые не устраняются обезболивающими препаратами или если снижается зрение, не тереть глаза и надевать повязку на ночь в течение нескольких дней после операции.
Если 5-ФУ был использован во время операции, или если антифиброзный агент не был применён, 5 мг 5-ФУ в день может быть введен в 7--14 дней после операции. В последующие дни и недели швы, которые держат клапан внизу склеры можно удалить с помощью лазерного лизиса шва для титрования внутриглазного давления при улучшении оттока. При лазерном лизисе шва используется светло-красный лазер и контактные линзы, для проникновения к неинвазивно лежащему клапану конъюнктивы и удаления чёрного нейлонового шва. Некоторые хирурги предпочитают регулируемый швов клапана во время трабекулоэктомии, который может быть ослаблен в дальнейшем пинцетом с помощью щелевой лампы в офисе.

## Послеоперационные проблемы
- Плоский пузырь — неудачная операция, если пузырёк не образуются в первые послеоперационные дни; если рубцы причиной, субконъюнктивальные инъекции 5-FU может предохранить конъюнктиву от прилипания снизу напротив дна раны.
- Утечка пузыря — может привести к плоскому волдырю. Устанавливается повязка с контактной линзой в течение нескольких дней с последующим устранением утечки, если это необходимо
- Плоская передняя камера — мера, чтобы предотвратить декомпенсацию роговицы; часто можно сделать в офисе под щелевой лампой с помощью вискоэластиков, используемых в хирургии катаракты.
- Воспаление пузырчатой ткани — если инфекционный процесс прогрессирует до разрушительного эндофтальмита.
- Супрахориоидальное кровоизлияние — разрыв длинной задней цилиарной артерии из-за прогрессирующего растяжения с прогрессирующим серозным хориоидальным отделением; как правило, происходит через несколько дней после трабекулоэктомии, часто с острой болью при напряжении
- Гипотония — ревизия раны[6]
- Образование катаракты — хирургия катаракты, если значительная.
- Небольшой инкапсулированный пузырь — введение субконъюнктивальной MMC и лидокаина может надуть пузырь до прилегающей конъюнктивы с последующим проколом иглой сбоку пузыря и расширения пузырька; В качестве альтернативы или комбинации, может быть реализовано использование биоразлагаемых прокладок или имплантата коллагеновой матрицы.[7]

## Заключение
Трабекулоэктомия является наиболее распространённой инвазивной хирургией глаукомы. Она весьма эффективна в лечении прогрессирующей глаукомы, что было продемонстрировано в основных исследованиях глаукомы. Даже если трабекулоэктомия не удалась, вторая операция может быть выполнена в другом месте. Если образование рубцов является основной причиной неудачи, антифиброзная и противовоспалительная терапия должна быть усилена во второй операции. С другой стороны, можно использовать вставку глаукомного клапанного устройства.

## Модификации трабекулоэктомии
Трабекулоэктомия претерпела многочисленные изменения, например, фильтрующая трепанотрабекулоэктомия (TTE) является модификацией операции после J. Fronimopoulos. Создаётся треугольный клапан склеры, который составляет примерно половину толщины склеры. Затем выполняется трепанация 2 мм трепаном. Края трепанационного отверстия склеры термически прижигаются.
Дополнительное глубокое вскрытия склеры также может быть выполнено в склеральном клапане трабекулоэктомии, впервые введена Т. Дада др.; глубокое вскрытие склеры выполняется непроникающей фильтрующей операцией, но не традиционной трабекулоэктомией. В пространство, созданное глубоким вскрытием склеры, предлагается разместить определенную биосовместимую прокладку или устройство, чтобы предотвратить субсклеральный фиброз и поддерживать хорошие результаты фильтрации в этой модифицированной операции.